# Whytockia bijieensis
Whytockia bijieensis är en tvåhjärtbladig växtart som beskrevs av Y.Z. Wang och Z.Y. Li. Whytockia bijieensis ingår i släktet Whytockia och familjen Gesneriaceae. Inga underarter finns listade i Catalogue of Life.